# Георги Минчев (певец)
Вижте пояснителната страница за други личности с името Георги Минчев.
Георги Минчев е известен български поп- и рокпевец, музикант и композитор. През 90-те години е популярен като фронтмен на супергрупата Стари муцуни.

## Биография
Роден е в София през 1943 г. Завършва специалност „Външна търговия“ във ВИИ „Карл Маркс“ (днес УНСС). Като студент печели Първа награда на фестивала „Златният Орфей“ с прочутата песен на Борис Карадимчев и Богомил Гудев „Бяла тишина“ в акомпанимент на „Щурците“ и струнен квартет „Димов“.
Пее от началото на 60-те години. Той е един от основоположниците на българската рокмузика (заедно с Бъндараците). Пял е с Бисер Киров и Васил Попвасилев. През 1965 г. е солист на „Студио 5“. През 1967 г. работи с Щурците, а в периода 1967 – 1968 съпровожда квартета „До-Ре-Ми-Фа“. През 1968 – 1969 г. е в Сребърните гривни като вокал и китарист.. По това време пее кавъри на Клиф Ричард, Джери Лий Луис, Елвис Пресли и Литъл Ричард. Най-известните песни на Георги Минчев от ранното му творчество са „Бяла тишина“ (с която печели Мелодия на годината и Първа награда на фестивала „Златният Орфей“), „Снегът на спомена“ и „Сребърни ята“. „Снегът“ на спомена" е номинирана за „Мелодия ма месеца“ през 1967 г. През 1968 г. получава награда за най-добро изпълнение на съветска песен на конкурса „Сочи 68“, а през 1969 г. участва на Интервизия в Карлови Вари.
Минчев заминава да следва телевизионна режисура в IAD Брюксел и я завършва през 1977 г. Записва малко известни в България песни на френски език. През 1975 г. излиза малката плоча „Entre Toi Et Moi“, която получава възторжена оценка от критика Жак Мерсие.
След завръщането си работи в Радио „София“ и Българска телевизия. Бил е водещ на конкурсите „Песни на седмицата“, „1 до 5“ и „Младежкия конкурс за забавна песен“. Нашумява отново с песента „Блажени години“, чиято музика е кавър на американската кънтри-мелодия "Six Days On the Road" от 1961г.. През тези години Георги Минчев изпява и химна „Българският рок“. Така се казва и дебютният му албум, издаден през 1987 г.
След демократичните промени се превръща в площаден певец, бард на демократичните промени. Заедно с Петър Гюзелев създава групата „Стари муцуни“ през 1991 г. В нея членуват още и Иван Лечев, Ивайло Крайчовски и Георги Марков. Формацията участва на фестивала в Ла Рошел през 1992 г., а през 1994 г. издава албума си „Бира, секс и рокендрол“. Хитове стават песни като „Българско реге“, „Кръчмата на Спас“ и „Гадже бонбон“.
През 1998 г. с Развигор Попов създават групата „Полезни изкопаеми“. През 2000 г. Георги Минчев издава албум на френски език, със свои песни, които са слабо познати в България. Музикантът умира от рак през февруари 2001 г. Завещава китарата си на Васко Кръпката, който от своя страна прави с нея поклонение пред гроба на Джими Хендрикс в Сиатъл.

## Памет
В чест на Георги Минчев и неговото наследство за българската рокмузика, всяка година се провежда рок-фестивал „Цвете за Гошо“ в София, на сцената в Южния парк, но през първите години се провеждаше пред царския дворец. В рамките на два или три дни на сцената се изявяват десетки български рокгрупи, сред които обикновено присъстват начинаещи млади групи, както и различни формации на неговите стари приятели като Васко Кръпката, Милена, „Стари муцуни“ и др.
Улица в столичния квартал „Редута“ носи името на Георги Минчев (Карта). Певецът е и герой на кратка поема, написана в негова памет, част от стихосбирката VIP от Иво Казар.
През 2023 г. излиза документалният филм „Цветният скитник“, посветен на Георги Минчев.

## Дискография

### Студийни албуми
- „Българският рок“ (1987)
- „Рокендрол ветерани“ (1988)
- „Равносметка“ (1995)
- „История с китара“ (1999)
- „Le Monde De Demain“ (2000)

### Сингли (SP) и малки плочи (EP)
- Сребърни ята (1969) (SP)
- Детелина (1972) (SP)
- Entre toi et moi (1975) (SP, издадена в Белгия)
- Палома Бланка (1975) (сингъл)
- Рокендрол (1980) (сингъл)

### Компилации
- „Бяла тишина“ (1993)
- „Сам на бара“ (1994)
- „Подбрано - част 1“ (2005)